# 伊斯蘭黃金時代
伊斯蘭黃金時代（英語：Islamic Golden Age），又稱伊斯蘭復興等，是伊斯蘭教歷史上科學、經濟和文化繁榮的時期，傳統上認定其發生時間約在8世紀至13世紀之間。
這段時期在傳統上被認為始於阿拔斯王朝哈里發哈倫·拉希德統治時期；當時，智慧之家落成，來自穆斯林世界各地的學者前往巴格達，將周邊地區諸多先前積累的知識性文獻以阿拉伯語和波斯語進行翻譯。 這段時期在傳統上被認為在巴格達之戰發生前後崩潰結束。 但也有學者將帖木兒文藝復興或伊斯蘭火藥帝國的崛起視為這段時期的一部份，因而將其結束時間延後。
大呼羅珊地區在這段期間發展為中亞地區的知識和文學中心之一。 伊比利半島上的伊斯蘭統治地區（參看安達魯斯）也在此段期間高度發展。

## 基礎

### 背景

哈里發時代
由穆罕默德領導的擴張（622年－632年）
四大哈里發時期的擴張（632年－661年）
倭馬亞王朝哈里發時期的擴張（661年－750年）

穆斯林通過7—8世紀前半叶的征服活動而建立了阿拉伯帝國，又稱伊斯蘭帝國，那是歷史上最龐大的帝國之一。隨著阿拔斯王朝崛起及于公元762年將首都由大馬士革遷至东方新建成的巴格達，伊斯蘭黃金時代亦就此開启。后起之秀的巴格达与唐长安城和拜占庭帝国的君士坦丁堡并称中世纪前期三大全球城市。
阿拔斯人受到古蘭經的指令及諸如「學者的墨水比殉教者的血水更為神聖」的聖訓影響，強調了知識的價值，使這個時期的穆斯林世界成為了科學、哲學、醫學及教育的知識中心，阿拔斯人則成為了知識的泉源。他們在巴格達成立了「智慧之家」，穆斯林及非穆斯林學者在這裡聚會，將世界上的知識翻譯成阿拉伯文，是為翻譯運動。許多在後來失傳的古代古典著作都被譯為阿拉伯語，後來再被譯為土耳其語、波斯語、希伯來語及拉丁語。黃金時代的穆斯林世界是一個文化大熔爐，聚集、綜合及提升了古代兩河、羅馬、中國、印度、波斯、埃及、北非、希臘及拜占庭文明的知識。埃及的法蒂瑪王朝和安達盧斯的後倭馬亞王朝都是當時主要的知識學術中心，開羅及科爾多瓦都是巴格達的競爭對手。
紙是這個時期的主要革新，一种理论认为穆斯林通过怛羅斯戰役的戰俘獲得了造紙術，伊斯蘭城市撒馬爾罕与巴格達隨即建立起造紙廠。但匈牙利学者Harmatta推断，在蔡伦发明纸张后的一个世纪，粟特就已经用纸通信了；到了3世纪，纸张已传入伊拉克地区。李约瑟指出早在650年造纸术就已经传入中亚的撒马尔罕。到了707年纸张已在阿拉伯半岛麥加被阿拉伯人使用。总之，都比怛罗斯战役早。
古中國人用桑樹皮來造紙，適合毛筆书写。阿拉伯人加以改變，用淀粉造紙來配合习惯用鋼筆的穆斯林。接近公元900年，巴格達上百間的店鋪都有僱用抄寫員与裝訂工，甚至開始建立公共圖書館，包括首家向外開放租借書籍服務的圖書館。造紙術又從阿拉伯西傳至非斯、安達盧斯，在13世紀傳至歐洲。
這些學術發展與地勢相關，早在伊斯蘭教出現之前，麥加已作為阿拉伯地區的貿易中心。朝覲的傳統使麥加成為交換意見和貨物的中樞，穆斯林商人掌控非洲與阿拉伯、阿拉伯與亞洲之間的貿易路線，影響力非常巨大。以這種商業經濟為基礎，伊斯蘭文明得以發展擴張，與此相對，中國人和印度人的社會是由掌有農地的貴族所建立的。這些商人將他們的貨物及宗教引入中國、印度（印度次大陸現有超過4.5億穆斯林）、東南亞（現有超過2.3億穆斯林）及西非的一些王國，並將外地的一些發明帶回來，他們會將財富投入在紡織品和種植場上。
除了商人，蘇非主義傳教士在傳播伊斯蘭教上亦扮演著重要的角色，他們將這些信仰帶到世界上多個不同的地區，包括波斯、古美索不達米亞、中亞及北非。神秘主義者則在東非、安那托利亞（土耳其）、南亞、東亞及東南亞發揮影響力。

### 倫理
許多中世紀的伊斯蘭思想家在追求知識、意義及價值時貫徹了人文主義、理性主義及科學論述。與愛情、詩歌、歷史及哲學神學等相關的伊斯蘭著作顯示中世紀的伊斯蘭思想接納個人主義、世俗主義、懷疑主義及自由主義的人文思想。
在伊斯蘭的價值觀下，縱使宗教自由受到限制，但仍能吸引了穆斯林、基督徒及猶太人知識分子，締造了跨文化的網絡，造就了8-13世紀哲學創新最重要的時期。另一個使伊斯蘭世界在這段時期興盛的原因是對言論自由的強調，可見於哈里發馬倫的遠親哈希米在一封寫給反宗教者的信件裡嘗試以情理去說服對方皈依：
|  | 把你的論據提出來，說你喜歡說的話，自由地表達你的意見。現在你可以安全地暢所欲言，仲裁者將只會倚靠真理來秉公地作出判斷，免去情感的主宰，而該仲裁者應是情理，真主依此來使我們要為自己的報酬和刑罰負責。我在此公正地對待你，保證你的安全並準備好接受任何情理的判決，不論是有利或不利於我。「對於宗教，絕無強迫」（古蘭經 2：256），我在此請求你自願地信奉我們的信仰並指出你現在的信念是醜惡的。祝你平安，真主保佑你！ |

最早論及環境保護主義和環境科學，特別是污染的論述是肯迪、拉齊、伊本·賈扎爾、班努·塔米姆、馬西希、伊本·西那、阿里·伊本·里德萬、阿卜杜·拉蒂夫及伊本·納菲斯所寫的阿拉伯語文章。他們的著作包含了不少關於污染的論題，如空氣污染、水污染、土壤污染、城市固體廢物及一些地區的環境影響評價。科爾多瓦和安達盧斯首先出現垃圾桶及收集垃圾的廢物處理設施。

### 體系
一些在古代前所未有的教學科研體系起源於早期的伊斯蘭世界，最著名的有公立醫院（取代了睡眠神廟）、精神科醫院、公共圖書館、借閱圖書館、頒授學位的大學及作為研究所的天文台。
首先頒授畢業文憑的大學是中世紀伊斯蘭的穆斯林醫院，在九世紀起，穆斯林醫院開始向合資格行醫的伊斯蘭醫學生頒授醫學畢業文憑。摩洛哥非斯的卡魯因大學被金氏世界紀錄大全認可為最古老的學位頒授大學，該校於859年建成。建於975年埃及開羅的艾資哈爾大學頒授多種學位，包括研究生學位，被視為第一所成熟的大學。博士的起源可追溯至中世紀伊斯蘭學校的教統，這些學校教授伊斯蘭法律。
近十世紀，科爾多瓦已擁有700所清真寺、60,000所宮殿及70所圖書館，當中最大的圖書館藏書量達600,000本。在整個安達盧斯，每年都會出版60,000篇論文、詩詞、論證及文選。開羅的圖書館藏有200萬本圖書，而的黎波里圖書館在被十字軍摧毀之前的藏書量據聞多達300萬本。儘管現在只有少部分現存的阿拉伯科學著作被研習，中世紀阿拉伯重要的原創數學著作在數量上遠超於重要性相當的中世紀拉丁語和希臘語數學著作的總和。麥吉爾大學的科學史家賈米勒·拉格普稱「現時只有少於5%可找到的阿拉伯文獻被研究過」，一位俄羅斯史學家也指出這些手稿和著作的數量：
|  | 阿拉伯學者文學研究的成果可在那些海量的現存著作（約數十萬）及手稿（不少於500萬）裡反映出來，數量相當驚人，只有印刷時代可以與之比擬。 |

現代圖書館不少獨特的特色引入到伊斯蘭世界，圖書館不僅是手稿的收集處，也是公共和借閱圖書館、教授和傳播知識思想的中心、舉行會議和討論的地方，有時會是學者的宿處及供學生使用的寄宿學校。館藏目錄的意念也在中世紀伊斯蘭的圖書館推行，書籍被劃分為具體的類型和範疇。
諾曼征服後的諾曼人、西西里酋長國及十字軍東征時期的十字軍將伊斯蘭法律和律學引進到英國，形成了多個基本英美法系體制的元素。具體地說，「英國皇家契約的債務訴訟出自伊斯蘭的阿格德（Aqd）、英國的新近侵奪敕令源自伊斯蘭的伊斯提赫卡格（Istihqaq）、英國的陪審制來自伊斯蘭的拉菲夫（Lafif）」。信託法、慈善信託、代理、物權擔保、訴訟及醫學同行審查等法制俱來自伊斯蘭法律。其他諸如「教學執照」 、「英國律師學院」、「歐洲的有限合夥」都可能源自伊斯蘭法律。一些學者認為伊斯蘭法律奠下了普通法的根基。

### 通才
伊斯蘭黃金時代另一個特點就是穆斯林通才的湧現，他們被稱為「哈基姆」（Hakeems），對於宗教及世俗的各個知識領域都作出貢獻，相當於歐洲文藝復興時期的「文藝復興人」。在伊斯蘭黃金時代時期，具有多個領域知識的通才學者比專注於某一領域的學者更為普遍。
比魯尼、賈希茲、肯迪、伊本·西那、穆罕默德·伊德里西、伊本·巴哲、伊本·祖爾、伊本·圖菲利、伊本·魯世德、伊瑪目·蘇尤蒂、賈比爾、阿拔斯·伊本·弗納斯、海什木、伊本·納菲斯、伊本·赫勒敦、花剌子密、麥斯歐迪、穆卡達西及納西爾丁·圖西都是著名的穆斯林通才。

## 經濟

### 地理大發現
伊斯蘭黃金時代的伊斯蘭帝國顯著地促進了全球化，許多原本孤立的地區和文明透過與穆斯林探險家、水手、學者、商人及旅行者的交流而開始把他們的知識、經商、經濟融合。有些人將這個時期稱為「伊斯蘭大同」或「非亞地理大發現」，西亞及北非的商人和探險家（當中大部分都是穆斯林，另有少數猶太商人）遊歷了舊大陸的大部分地區，在大部分的亞洲、非洲及部分歐洲地區建立了早期的世界經濟，他們的貿易網路西達大西洋和地中海，東至印度洋和中國海，有助伊斯蘭帝國（包括哈里發、倭馬亞王朝、阿拔斯王朝、法蒂瑪王朝）在7至13世紀成為領先世界的龐大經濟勢力。一些當代的中世紀阿拉伯研究報告指出，安達盧斯及馬格里布的穆斯林探險家可能在9-14世紀間橫渡過大西洋。

### 農業革命
伊斯蘭黃金時代發生了根本的農業改革，被稱為「穆斯林農業革命」或「阿拉伯農業革命」。由於穆斯林商人在舊大陸建立了世界經濟，許多的種植和農業技術得以在伊斯蘭世界各地傳播，而且改良了來自伊斯蘭世界以外的種植農業技術。原本不在伊斯蘭世界生產的農作物，如非洲的高粱、中國的柑橘、印度的杧果、稻，還有棉花、甘蔗都被引進及分佈在伊斯蘭各地。有些人將這種大量農作物的散播稱為「農作物全球化」，加上農業機械化加快，導致了伊斯蘭世界的經濟、人口分佈、植被分佈、農產品、居群水平、城市化、勞動力分佈、相關產業、烹飪、飲食、服裝等各方面都作出了重大的轉變。
在穆斯林農業革命時期，食糖產品被阿拉伯人改良，並轉變成大型產業，阿拉伯人率先建造了製糖廠及糖料種植園。自8世紀始，阿拉伯人及柏柏爾人將食糖傳遍至整個伊斯蘭帝國。
穆斯林引進了經濟作物及現代的輪耕系統，土地每兩年會有四次或以上的收成，冬夏季作物相互交替。如種植一些生長期較短的作物如菠菜、茄，每年的收成次數可達3次或以上。在也門部分地區，小麥每年可收割兩次，伊拉克的稻亦然。穆斯林根據以下這些因素發展出農業科學：精密的輪耕系統、成熟的灌溉技術，引進多種作物，這些作物都經過了研究及記錄，包括它們所適合生長的季節、土地及所需水分。他們制作了不少農業及植物的百科全書，當中包含了一些精確的資料。

### 市場經濟
伊斯蘭國家出現了原始的資本主義和自由市場，在8至12世紀期間，伊斯蘭國家發展出市場經濟及商家資本主義的雛形，一些人稱之為「伊斯蘭資本主義」。穩定且高值的通貨流通性的提高及各地貨幣政策的融合形成了朝氣勃勃的貨幣經濟。在這段時期，經濟學者及商人引入了一些創新的企業經營技巧及商業組織，包括早期的股份公司、信用卡、大企業、契約、可轉讓票據、長途國際貿易、合伙企業（如有限合伙），還有早期的金融信用、債務、會計利潤、虧損、資本、資本積累、流動資金、資本支出、收入、支票、本票、信託、創業公司、活期存款、往來戶口、典當、貸款、匯率、銀行、貨幣兌換、收支總賬、存款、轉讓、複式簿記及訴訟。獨立於國家、與股份有限公司相類似的組織企業也在中世紀的伊斯蘭世界出現。自13世紀起，這些資本概念被中世紀的歐洲採納並得到進一步的發展。
商人依靠的契約體系非常有效，商人以富裕投資者或合夥投資者借給他們的金錢進行買賣，收取佣金，這些投資者多是穆斯林、基督徒及猶太人。近來在埃及猶太會堂發現的一批文獻揭示出這些中世紀商人的資料。商業合伙成立了許多合資公司，他們的親屬紐帶使他們得以建立起遙距的貿易網絡。這種網絡可使巴格達的銀行承擔錢財，並在西班牙兌現，形成了當今的支票體系。每當商品透過這些網絡通過一些城市的時候，這些城市都會向這些商品徵稅，導致抵達目的地的商品價格高昂。穆斯林及猶太人所作出的這些革新奠下了現代經濟體系的基礎。
雖然中世紀時的伊斯蘭經濟與原型資本主義近似，一些學者同時也發現中世紀時出現了與此相對的伊斯蘭經濟法學及共產主義，包括天課及里巴（伊斯蘭法所禁止的利息）。

### 工業增長

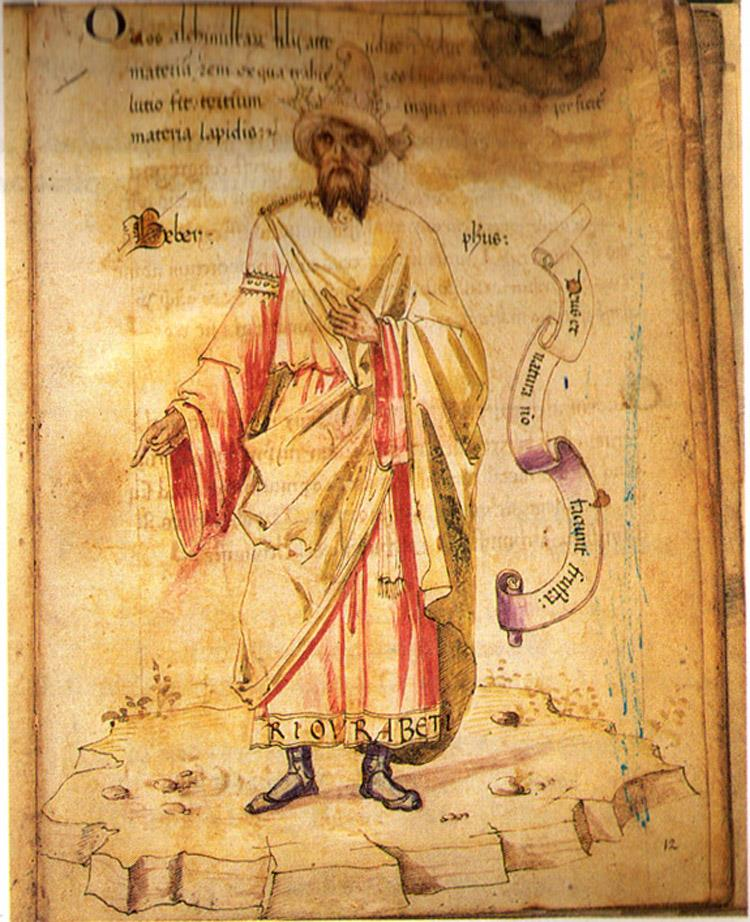
賈比爾為化學引進了實驗法，開創了化學及香水產業。

伊斯蘭世界的穆斯林工程師創造了一系列創新的水力工業用途及用於工業的潮汐能、風能、蒸汽機、石油等化石燃料，還發展出早期的工業區。伊斯蘭世界用於工業的水力磨坊可追溯至七世紀，橫向及縱向輪水車在九世紀以後已被廣泛使用。各式各樣的磨坊工廠亦已被伊斯蘭世界所採用，包括早期的縮絨廠、制粉加工廠、脫殼機、造紙廠、鋸木廠、船舶廠、碎石廠、煉鋼廠、製糖廠、潮水動力工廠及風車。到11世紀，伊斯蘭各地區已遍佈這些營運當中的工廠，分佈在安達盧斯、北非、中東及中亞。穆斯林工程師又發明了曲軸、水輪機，在工廠裡使用齒輪及揚水機，倡導水壩作為水力資源的源頭，為水磨及揚水機提供動力。這些建樹使中世紀伊斯蘭世界得以機械化，以機械推動取代古代的人力勞動。這些技術傳到中世紀的歐洲，對工業革命產生了影響。
穆斯林農業革命催生了不少工業，包括早期的農業綜合企業、天文儀器、陶瓷材料、化學工業、蒸餾技術、鐘錶、玻璃、機械水電、風力機械、地蓆、鑲嵌畫、紙漿和造紙、香水、石油工業、製藥業、製繩、航運、造船、絲綢、製糖、紡織業、水利產業、軍工、採礦（如硫、氨、鉛、鐵）。早期的大型工業區都是為這些工業而建，這些產業的知識技術後來傳到歐洲，特別是在12世紀拉丁文翻譯運動前後。11世紀，埃及工匠在希臘建成了第一所歐洲的玻璃工廠。農業和手工業都在這個時期經歷了高速的發展。

### 勞工
阿拉伯帝國的勞工具有不同的種族及宗教背景，男女也投身於不同的職業及經濟活動。婦女被廣泛僱用在各種商業活動上，包括第一產業（如農夫）、第二產業（建築工人、染料工人、紡紗工人等）及第三產業（投資者、醫生、護理人員、工會領袖、經紀人、小販、放款人、學者等）。穆斯林女性壟斷了紡織工業的某些工作範疇。
阿拉伯奴隸貿易活躍，交易會在伊斯蘭的邊境進行，接著奴隸就會被帶到人口聚集的地區，那裡的奴隸市場會把奴隸分銷。奴隸在伊斯蘭世界的經濟活動上佔著重要的地位。大量的奴隸自東非入口，他們主要在鹽礦及勞動密集的種植園工作。九世紀時伊拉克奴隸牽涉在內的津芝叛乱就是最佳的證明。此外，奴隸還被用於家務工作、兵役及民政。中歐和東歐的奴隸被稱為薩卡里巴，來自中亞及高加索的奴隸被稱為馬木留克。

### 技術

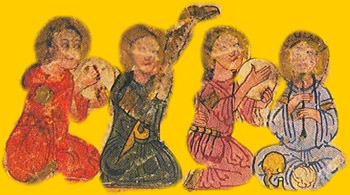
賈札里的程序化小機器人。

中世紀的穆斯林技師及發明家如阿拔斯·伊本·弗納斯、巴努·穆薩、賈札里等發明了大量的新發明。
相信是出自伊斯蘭黃金時代的發明包括暗箱、咖啡、肥皂、潔齒劑、洗髮精、蒸餾、液化、結晶、提純、氧化、蒸發、過濾、蒸餾酒、尿酸、硝酸、蒸餾器、活門、往復式吸入活塞泵、機動水鐘、刺繡、手術刀、骨鋸、鑷子、外科腸線、垂直軸風車、接芽、種痘、鋼筆、密碼分析、頻率分析、三餐、花窗玻璃、熔凝石英、波斯地毯及渾象。

### 城市化
隨著城市化的發展，許多穆斯林的城市不經調節地擴張，形成以不同種族和宗教背景而劃分出來的狹窄而彎曲的街道及城區。圍城之外則是市郊，由富裕的社區及半貧民窟組成。垃圾場及墓地則遠離市區，用作祈禱的地區可在主城門的附近找到，宗教節日的活動及公開處決也在那裡進行。軍營也在主城門附近。
穆斯林城市擁有先進的自來水系統，配備下水道、公共浴場、飲水機、供應飲用水的管道、普及的私人和公共廁所及沐浴設施。
因農業革命及醫療的改善，伊斯蘭土地上的平均預期壽命都得到提升。與古希臘－羅馬世界對比（22至28歲），早期伊斯蘭阿拉伯帝國的平均預期壽命高出了超過35年。阿訇的平均預期壽命特別高，阿訇在十至十一世紀伊拉克和波斯的平均壽命達到84.3歲、在11世紀的中東達到72.8歲、11世紀的安達盧斯達到69至75歲、十二世紀的波斯達到75歲、13世紀的波斯達到59至72歲。伊斯蘭帝國的識字率亦得到增長，識字率是中世紀時期最高的，可與古典時期的希臘媲美，覆蓋的範圍比之更大。

## 科學
對伊斯蘭科學的傳統觀點認為，它是古代知識的保存及傳達者，唐納德·拉赫主張源自歐洲的現代科學是中世紀科技及希臘學術的綜合體。這類觀點在現代引起了爭論。一些學者認為穆斯林科學家為現代科學奠下基礎，發展出早期的科學方法及對科學探究的經驗、實驗及定量方法。有些學者將這段時期稱為「穆斯林科學革命」，用以表達穆斯林所取得的科學成就是由伊斯蘭教所推動，不應與近代歐洲的科學革命混為一談。愛德華·格蘭特（Edward Grant）認為現代科學是希臘、伊斯蘭及拉丁文明匯聚而成。

### 科學方法
早期的科學方法源自伊斯蘭世界，締造了科學方法的重大進展，特別是11世紀海什木的成果，他被視為實驗物理學的開創者。科學方法最重要的發展是實驗及量化的應用。海什木寫作了《光學書》（Book of Optics）一書，顯著地改善了光學領域的發展，他以實驗證明光線進入眼睛，所以產生影像，他發明了暗箱去說明光線的物理性質。
海什木是首位採用科學方法的人，被視為「第一位科學家」，加上他對心理學及視知覺方面取得的開拓性成果，使他被視為精神物理學和實驗心理學的先驅。

### 同行評審
醫學同行評審是指一個由醫生組成的委員會研究被呈上的醫療案例，以判定讓該案例是否符合醫療標準。最早的醫學同行評審可見於敍利亞的伊沙克·本·阿里·拉哈威所寫的《醫生的道德》。該著作與其他後期的阿拉伯醫學手冊都提到，訪醫在每次探望病人的時候都須要將病人的狀況記錄在一式兩份的筆記上。當病人康復或死亡後，該醫生的筆記會被當地由其他醫生組成的評議會檢閱，以此來決定該醫生的工作是否符合所要求的醫療標準。如果評審的結果是負面，執業醫生可能會面臨虐待病人的起訴。
由合資格的專家獨創的首個科學同行審查，是對研究發現的評估，科學同行審查在1731年由愛丁堡皇家學會出版的《醫學論說及評論》當中描述出來。現今的科學同行審查都是由此演變而來。

### 天文學

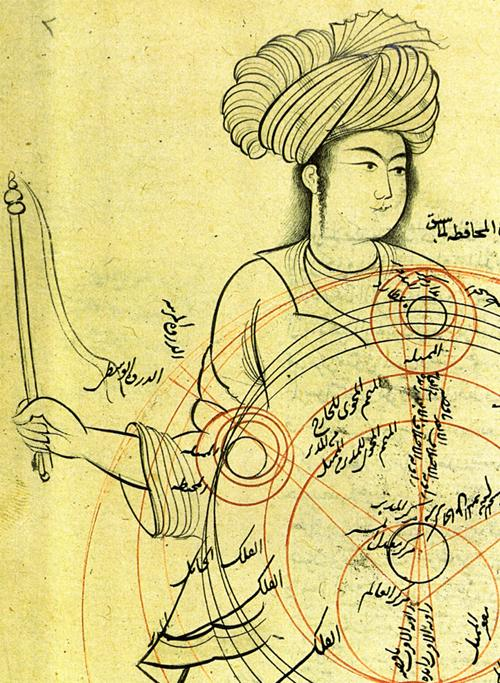
中世紀波斯天文學家庫特布丁·設拉子的手抄本，描述了周轉圓行星模型。

一些人將馬拉蓋（Maragha）學派及他們的先輩和後輩所取得的成就稱為「馬拉蓋革命」、「馬拉蓋學派革命」或「伊斯蘭復興前的科學革命」。馬拉蓋學派對天文學的貢獻包括在哈里發馬蒙時期在巴格達建造了第一所天文台，又收集及更正了以往的數據，解決了地心說顯著的難題，發展出通用的星盤，發明了大量天文用具。自天文學家阿布·加法爾·穆罕默德·伊本·穆薩·伊本·沙基爾以後的天體物理學及天體力學發現地球的物理定律同樣適用於天體及天球。比魯尼是第一位詳盡闡述天體現象實驗及從語義上區分天文學與占星學的學者。天文學家運用實驗觀察和實驗技術去觀測天文。海什木發現天球並非固體及高空的密度較低空為低，他和伊本·沙提爾（Ibn al-Shatir）將自然哲學從天文學拆分出來。海什木又和穆艾葉德丁·烏爾迪（Mo'ayyeduddin Urdi）構造了第一個非托密斯模型。伊本·沙提爾以實驗為依據，而不以哲學為依據來駁斥托密斯模型。納西爾丁·圖西及阿里·古什吉（Ali al-Qushji）首次以實驗觀察來證明地球自轉，還有比里安迪（Al-Birjandi）的早期「圓慣性」原理。
多位穆斯林天文學家也推測地球沿其軸心自轉，並提出日心說的假說。眾所周知，在以太陽為中心的背景下，尼古拉·哥白尼在《天體運行論》裡提出的哥白尼日心模型（Copernican heliocentric model）是取自伊本·沙提爾及馬拉蓋學派的地心說，哥白尼所主張的地球自轉與納西爾丁·圖西及阿里·古什吉的觀點近似。

### 化學
賈比爾被認為是化學的開拓者，他引進了一些早期實驗性質的科學方法，還有蒸餾器、製酒蒸餾器、曲頸瓶及純蒸餾、過濾、升華、液化、結晶、提純、氧化還原、蒸發。
肯迪、比魯尼、伊本·西那及伊本·赫勒敦先後批駁傳統煉金術及賢者之石的論說。穆罕默德·伊本·扎卡里亞·拉齊在他的著作《蓋倫的疑惑》（Doubts about Galen）裡首次利用實驗來證明亞里士多德四元素說及蓋倫體液學說（Humorism）的謬誤。納西爾丁·圖西陳述了早期的質量守恆定律，認為物質本身可以轉化，但是沒法消失。學者亞歷山大·馮·洪堡和威爾·杜蘭特（Will Durant）認為中世紀的穆斯林化學家是化學的創立者。

### 數學
穆斯林數學家在這個時期的成就包括波斯籍伊斯蘭數學家花剌子密發展的代數及算法、球面三角學的發明，在阿拉伯數字裡加入應用小數點、除了正弦外所有三角函數的發現、肯迪引入的密碼分析及頻率分析、卡拉吉（Al-Karaji）引入的代數演算及運用數學歸納法證明、海什木的解析幾何及最早用於無窮小量及積分學的通用公式、歐瑪爾·海亞姆開創的代數幾何、納西爾丁·圖西率先對歐幾里得幾何的反駁及其平行公設、薩德雷丁對非歐幾里得幾何的率先涉獵、阿布·哈桑·伊本·阿里·加拉薩迪（Abū al-Hasan ibn Alī al-Qalasādī）的數學符號以及其他大量在代數、算術、微積分、密碼學、幾何學、數論、三角學方面的發展。

### 醫學

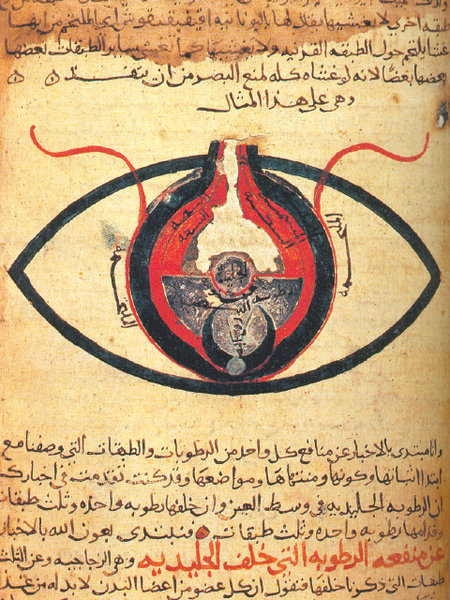
12世紀阿拉伯文手稿裡描繪的眼睛。

伊斯蘭醫學受到各類不同的醫學體系影響，古希臘及古羅馬醫學家希波克拉底、迪奧斯科里斯、索拉努斯、塞爾蘇斯及蓋倫的著作都對伊斯蘭醫學產生持久的影響。
穆斯林醫學家對醫學作出了許多重要的貢獻，包括解剖學、醫學研究、眼科學、病理學、製藥學、生理學、外科學等。他們設立了一些最早的專科醫院，包括第一所醫學院和第一所精神專科醫院。肯迪在他的著作《De Gradibus》裡說明了量化及數學在醫藥裡的應用，如以數學刻度來表示藥物的效用、計算病症最危急的時期。拉齊發現了麻疹及天花，又在他的《蓋倫的疑惑》裡論證了蓋倫體液學說的謬論。
醫學家宰赫拉威為現代外科學奠下了基礎，據他的《醫學寶鑒》（al-Tasrif）裡記載，他發明了大量的外科手術，包括分娩、外科專用的腸線、手術鑷、結紮線、外科縫合針、手術刀、刮匙、牽開器、手術匙、探子、手術鈎、手術棒、窺鏡及骨鋸。海什木在《光學書》裡首先解釋了視覺和視知覺的過程，推進了眼部手術的發展。
伊本·西那為現代醫學奠下了基礎，其著作《回回藥方》將系統化的實驗及量化應用到生理學裡，他發現了傳染病及採用隔離檢疫措施來阻止傳染病擴散，引進醫學實驗、循證醫學、臨床試驗、隨機對照試驗、效能測試及臨床藥理學，又首先描述了細菌和病毒，區分出胸膜炎與縱膈炎。除此之外，他又發現了結核的傳染性、疾病透過水、土壤、表皮接觸、性、反常行為、神經系統傳播，利用冰來治理發熱徵狀及區分醫學及藥理學。
伊本·蘇爾是已知最早的實驗外科醫生，他在12世紀將試驗法引入到外科手術，他是在對病人實施外科手術之前進行動物試驗的第一人，又首先對人類和動物實施解剖及驗屍。
伊本·納菲斯則為心血管生理學奠下基礎，他是描述肺循環和冠狀血管的第一人，構建了循環系統的基礎，因而被視為中世紀「最偉大的生理學家」。他又是代謝概念的第一個描述者，不相信伊本·西那及蓋倫的體液學說、脈搏、骨骼、肌肉、腸臟、感覺器、膽汁管、食道、胃等理論，並創立了生理學及心理學的新模式來取代它們。
伊本·盧布迪不認同體液學說，他發現對身體的保存取決於血液、女性不能生產精子、動脈的活動不依賴於心臟的活動、心臟是胎兒形成的第一個器官、顱骨可生成腫瘤。伊本·克蒂馬及伊本·哈提卜發現微生物入體可致傳染病。曼蘇爾·伊本·伊利亞斯（Mansur ibn Ilyas）繪畫了人體結構、神經系統及循環系統的詳細圖像。

### 物理學
海什木開創了對實驗物理學的研究，他是現代光學的開拓者，其著作《光學書》倡議實驗科學方法，以此徹底轉變人們對光及視知覺的認識。《光學書》開創了光學及視知覺的科學革命，因而被艾薩克·牛頓的《自然哲學的數學原理》評為物理學史上最具影響力的書籍之一。
比魯尼則將實驗科學方法應用到力學上，多位穆斯林科學則發現了牛頓運動定律的前身。牛頓的第一個運動定律慣性定理及動量是由海什木和伊本·西那所發現。力和加速度的比值是由希巴特·阿拉·艾布柏巴拉卡特·巴格達迪（Hibat Allah Abu'l-Barakat al-Baghdaadi）所發現，這是「經典力學的基本法則」，為牛頓的第二個運動定律埋下伏筆。後來演變成牛頓第三個運動定律的反作用力則由伊本·巴哲所發現。加爾法·穆罕默德·伊本·穆薩·伊本·沙基爾（Ja'far Muhammad ibn Mūsā ibn Shākir）、海什木及哈齊尼（Al-Khazini）為牛頓萬有引力定律鋪墊了一些相關的理論。伊本·西那對伽利略·伽利萊的加速度數理及他的慣性原理受進行評註而使之更加充實。

### 其他科學
穆斯林科學家也壟促進了生物學（解剖學、植物學、演化、生理學、動物學）、地球科學（人類學、地圖學、大地測量學、地理學、地質學）、心理學（實驗心理學、精神病學、精神物理學及心理治療）及社會科學（人口學、經濟學、社會學、歷史、歷史學）方面的進步。
伊斯蘭黃金時代其他的一些知名科學家包括法拉比、比魯尼（最早的人類學家及大地測量學的開創者）、納西爾丁·圖西、伊本·赫勒敦（被視為社會科學一些範疇的開創者，如人口學、經濟學、文化史、歷史學及社會學）。

## 其他成就

### 建築

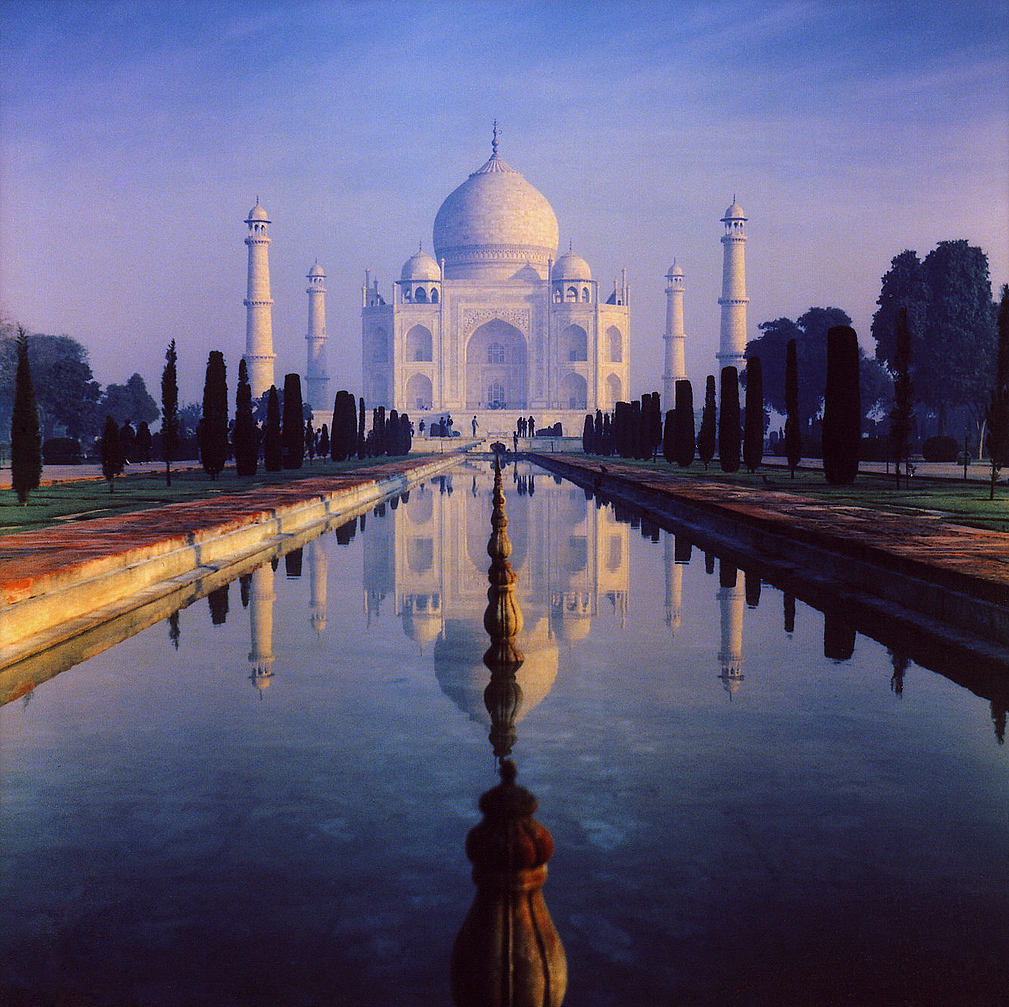
位於印度阿格拉的泰姬陵，建於莫臥兒帝國時期。

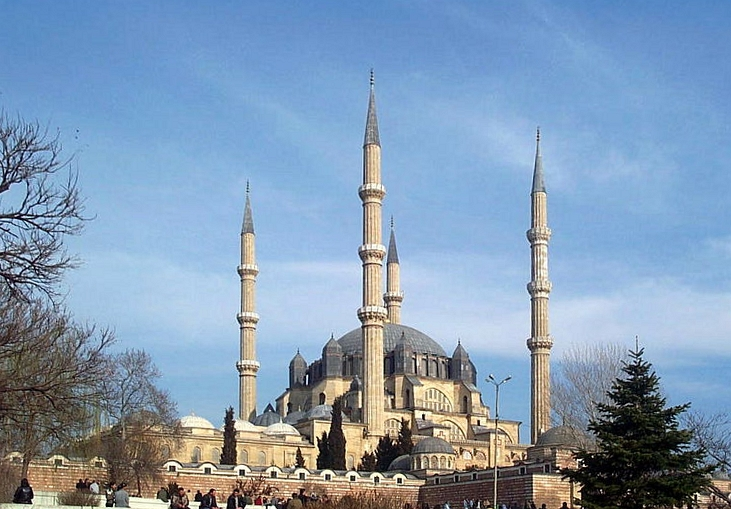
希南在1575年所建的塞利米耶清真寺，位於土耳其埃迪爾內。

中國的西安大清真寺在約740年建成，而伊拉克的薩邁拉大清真寺則在852年建成。薩邁拉大清真寺糅合了多柱式建築結構，以支撐平頂之上大型的螺旋式叫拜樓。
西班牙穆斯林在785年開始興建科爾多瓦大清真寺，標誌著伊斯蘭建築開始出現在西班牙及北非。科爾多瓦大清真寺以其觸目的內部拱門而聞名。阿爾罕布拉宮的建造更使摩爾式建築達致巔峰，位於格拉納達的阿爾罕布拉宮內部開揚透風，以紅、藍、金色裝潢，牆身以風格化的葉子圖案、阿拉伯文題銘及阿拉伯式花紋設計粉飾，牆上鋪砌著琉璃瓦。
伊斯蘭建築另一獨特的分支是15-17世紀印度莫臥兒帝國的建築。在16世紀後期，莫臥兒帝國皇帝阿克巴在阿格拉以西26里興建皇城法塔赫布爾西格里，皇城結合了伊斯蘭教及印度教的風格。他的孫兒沙賈汗為姬蔓·芭奴興建泰姬陵，儘管伊斯蘭黃金時代已經結束。
遜尼派穆斯林治下的奧斯曼帝國興建了大量輔以華麗磚瓦及書法的清真寺，包括蘇萊曼尼耶清真寺、蘇丹艾哈邁德清真寺、塞利米耶清真寺及巴耶塞特二世清真寺。

### 藝術

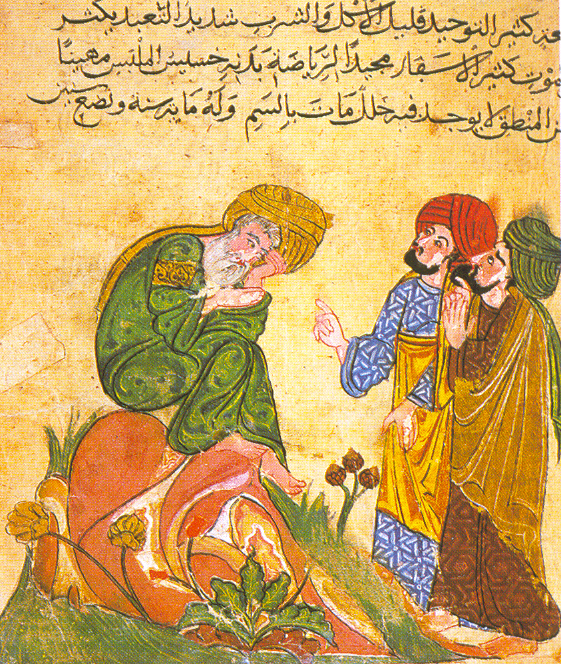
13世紀的阿拉伯語手稿，描述蘇格拉底與他的學生進行討論。

伊斯蘭藝術的黃金時代始自750年至16世紀，當時的陶瓷、玻璃、金屬製品、紡織品、泥金寫本、木製品繁盛。光亮的伊斯蘭陶釉是對陶瓷的一大貢獻。伊斯蘭光繪陶瓷是在伊斯蘭黃金時代由意大利陶匠發明的。泥金寫本也發展成一門重要且受到重視的藝術，波斯盛行微型肖像畫，而書寫阿拉伯文時不可或缺的書法透過手抄本及建築裝飾上發展而成。

### 文學
伊斯蘭世界最著名的小說是《一千零一夜》，該小說是波斯女皇雪赫拉莎德所述的民間故事的匯編。這部作品在十世紀成形，在十四世紀完成了最終的版本。那些民間故事的數量及種類因每個原稿之間的差異而有所不同。所有阿拉伯的奇幻故事，不管其是否出現在《一千零一夜》裡都被稱為「阿拉伯之夜」。有一些故事雖然並沒有任何阿拉伯原稿，但仍被歐洲認為是「阿拉伯之夜」。

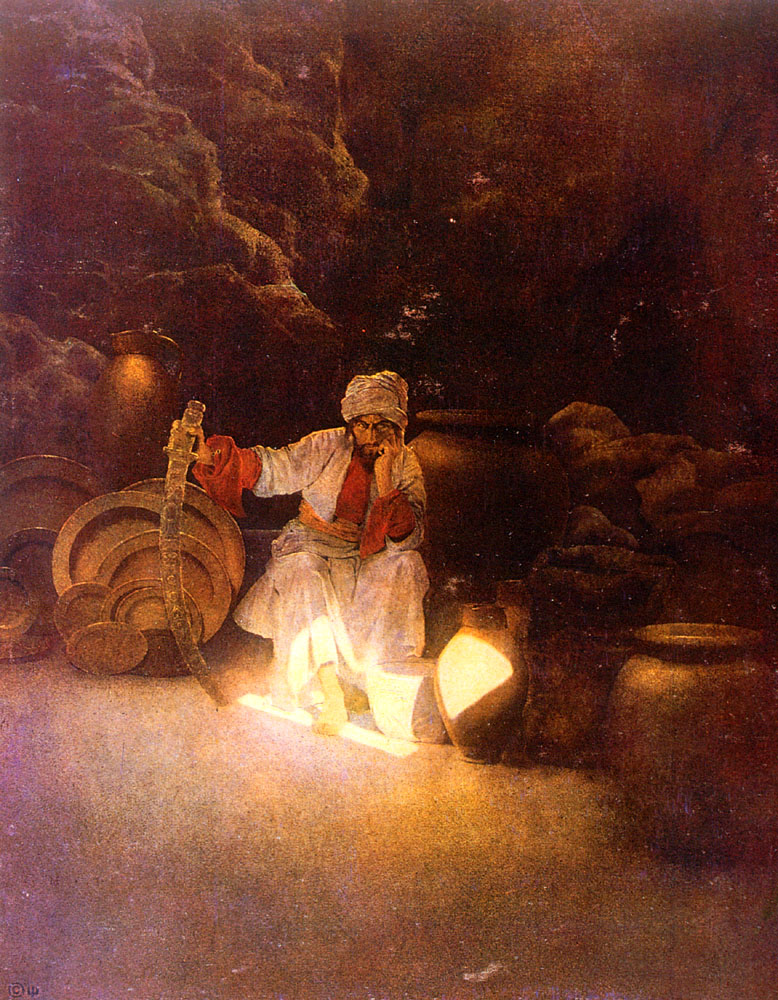
馬克斯菲爾德·派黎思筆下的阿里巴巴。

這部史詩作品在十八世紀被安托萬·加朗翻譯，在西方造成影響，出現了許多仿傚品，特別是在法國。《一千零一夜》裡的一些人物成為了西方文化裡的文化偶像，如阿拉丁、辛巴達及阿里巴巴。不過，沒有中世紀的文獻指出阿拉丁的起源，法國譯者安托萬·加朗從一位阿勒頗的阿拉伯敍利亞基督徒說書人聽聞了阿拉丁的故事，於是把他寫進了《一千零一夜》裡。《一千零一夜》得以流行的部分原因是因為人們對歷史及地理的認識增加，而那些故事所發生的地點許多都是不明，於是將那些故事設定為「佷久以前」及「遠方」，最終發展成幻想世界，幻想世界與現實時間和地點的關聯性甚低。現今的奇幻小說包含了許多阿拉伯神話及波斯神話的要素，如精靈、巴哈姆特、魔毯、神燈等。法蘭克·鮑姆計劃寫一部打破老一套形式的現代童話故事，但也不可避免地寫入了精靈、矮人、妖精等這些陳腔濫調。
菲爾多西的伊朗民族史詩列王紀是一部講述伊朗歷史的神話英雄史詩。阿米爾阿爾薩蘭（Amir Arsalan） 是另一部流行的波斯神話故事，影響了一些現代的奇幻小說，如亞爾斯蘭戰記。
莱拉和玛吉努是有名的阿拉伯及波斯戀愛詩歌，出自7世紀倭馬亞王朝時期，那是描述至死不渝愛情的悲劇故事，如同後世的羅密歐與茱麗葉，據說這也在某程度上受到萊拉和瑪吉努的啟發。
伊本·圖菲利和伊本·納菲斯開拓了哲學小說，伊本·圖菲利為了回應安薩里的《無邏輯的哲學家》（The Incoherence of the Philosophers）而著成第一本阿拉伯文虛構小說《自修的哲學家》（Hayy ibn Yaqdhan），而伊本·納菲斯則著作了《卡米爾先知傳記專著》（Theologus Autodidactus）以作響應。這兩部故事主角（《自修的哲學家》的海伊和《卡米爾先知傳記專著》的卡米爾）都是生活在荒島上自主學習的野孩子，成為了荒島故事的先河。《自修的哲學家》敍述海伊獨自與動物一起生活，《卡米爾先知傳記專著》加以擴展，發展成已知最早的成熟故事情節，並成為科幻小說的先例。
阿拉伯通才伊本·納菲斯所著的《卡米爾先知傳記專著》作為科幻小說的先例，涉及無生源論、未來學、末世論、復活及來世的科幻題材。伊本·納菲斯不只是描述這些超自然及神話事物，他還運用他當時所知的醫學、天文學、宇宙學及地質學的科學方法嘗試對這些故事情節作出解釋，背後的意義是要利用小說來解說伊斯蘭教義對科學及哲學的見解。
《卡米爾先知傳記專著》的拉丁文譯本在1671年由愛德華·波寇德（Edward Pococke）完成，英文譯本則在1708年由西蒙·奧克利（Simon Ockley）翻譯，而且也出現了德文及荷蘭文譯本。這些譯本啟發了丹尼爾·笛福寫作了被視為第一本英文小說的《魯濱遜漂流記》。《卡米爾先知傳記專著》也啟發了羅伯特·波義耳寫成一本將背景設定在島嶼的哲學小說《熱切的博物學家》（The Aspiring Naturalist），該著作有助催生了盧梭的《愛彌兒》。《熱切的博物學家》的故事與魯德亞德·吉卜林的《叢林奇譚》裡莫格利（Mowgli）的故事及泰山的故事近似，講述一名被遺棄的嬰兒由一頭母狼撫養。
但丁·阿利吉耶里所著的《神曲》被視為意大利文學最偉大的史詩，內裡關於來生的內容都是源於伊斯蘭末世論，即聖訓及關於穆罕默德升天的《升天之書》（Kitab al-Miraj，在1264年譯為拉丁文），還有伊本·阿拉比的宗教著作。摩爾人對喬治·皮爾和威廉·莎士比亞 的著作也有顯著的影響力，他們的一些作品都出現了摩爾人角色，如皮爾的《阿爾卡薩爾戰役》、莎士比亞的《威尼斯商人》、《泰特斯·安特洛尼克斯》及《奧賽羅》，當中《奧賽羅》就以摩爾人主角奧賽羅為名。有說寫作這些作品的靈感是來自十七世紀初被派遣到伊麗莎白英國的摩洛哥摩爾人代表。

### 音樂

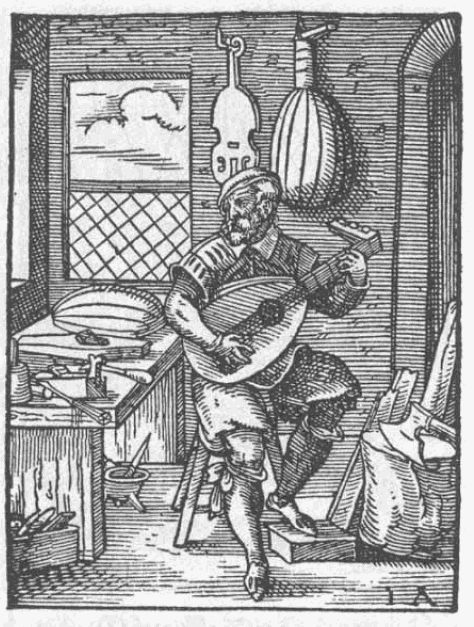
魯特琴源自阿拉伯世界。

許多西方音樂所使用的樂器被認為是由阿拉伯樂器衍生而來：魯特琴源自烏德琴、雷貝克琴（小提琴的始祖）源自勒巴、結他源自其塔拉、半圓鼓源自納加雷、方手鼓源自達夫、雙牛角號源自布拉瓦、銅鼓源自泰卜、巴拉班及響板源自卡薩坦、古雙簧管及七孔豎笛源自簧片樂器贊爾和祖爾吶、加利西亞蓋塔源自拉伊特、拉克特管源自伊拉克耶、豎琴及齊特琴源自揚琴、卡農源自坎奴恩、小提琴源自基查克、西爾伯琴源自塔剌卜。
西方唱名音樂記譜法來源的一個說法認為這是來自阿拉伯，其唱名音節（do, re, mi, fa, sol, la, ti）可能是從阿拉伯的階名唱法（dal, ra, mim, fa, sad, lam）發展而來。這個臆測首先由梅寧斯基的《東方語言分類詞典》（1680年）裡提出，緊接著還有拉博德的《隨談古代及現代音樂》（1780年）。

### 哲學

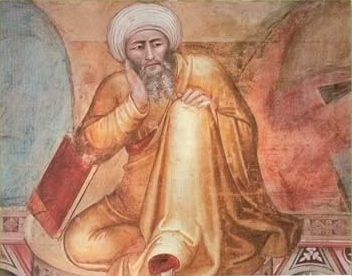
伊本·魯世德是一位阿拉伯穆斯林通才，哲學學派阿威羅伊主義的創立者，影響了西歐世俗主義的興起。

阿拉伯哲學家肯迪、伊本·魯世德及伊本·西那等波斯哲學家在保存亞里士多德著作上扮演著重要的角色，亞里士多德思想主宰著基督徒及穆斯林世界的非宗教思想，他們又吸收了中國及印度的思想，加以融合。肯迪、法拉比及伊本·西那三位思想家引進了其他思想融合亞里士多德哲學及新柏拉圖主義，如凱拉姆及格雅斯，促使伊本·西那創立阿維森納主義哲學流派，對伊斯蘭及基督徒地區均有影響力。伊本·西那不僅是工具論的批評家，他又是阿維森納邏輯的創立者，發展出經驗主義及白板的概念，又區分出本質與存在的分野。
在西班牙，用阿拉伯文寫成的哲學文獻被譯成希伯來文、拉丁文及拉迪諾文，有助於現代歐洲哲學的發展。猶太哲學家邁蒙尼德、穆斯林社會歷史學家伊本·赫勒敦、翻譯醫學文獻的非洲人康斯坦丁及對數學技術進行整理的花剌子密都是黃金時代的重要人物。
其中一位對西方影響最大的哲學家是伊本·魯世德，他是哲學學派阿威羅伊主義的創立者，他的著作及評註對西歐世俗思想興起產生了作用，他提出了「存在先於本質」的理論。
另一位對現代哲學具有顯著影響力的哲學家是伊本·圖菲利，其哲學小說《自修的哲學家》在1671年被譯成拉丁文，強調了經驗主義、白板、先天與後天、可能性條件、唯物主義、莫利紐克斯問題。受這著作影響的歐洲學者及作家包括約翰·洛克、戈特弗里德·萊布尼茨、默基瑟德·泰弗諾（Melchisédech Thévenot）、約翰·沃利斯、克里斯蒂安·惠更斯、喬治·基斯（George Keith）、羅伯特·巴克利（Robert Barclay）、貴格會信徒及塞繆爾·哈特利布（Samuel Hartlib）。
另一位對邁蒙尼德等猶太思想家及托馬斯·阿奎那、笛卡兒等基督徒中世紀哲學家產生重要影響的阿拉伯哲學家是安薩里，笛卡兒在他的哲學論著《方法論》裡提出了與安薩里近似的觀點。不過，安薩里也針對肯迪、法拉比及伊本·西那的理論性神學作品而寫了一部極具震撼力的評著《哲學家的矛盾》，縱使伊本·魯世德在他的《不著邊際的聯想散漫》（The Incoherence of the Incoherence）裡對安薩里提出的論點作出強烈回應，穆斯林世界對形而上學的研習亦因此評著而衰落。雖然如此，穆拉·薩德拉創立了超驗通神論學派，帶出了存在主義的學說，使阿維森納主義的繁茂得以延續，伊斯蘭哲學仍繼續推動哲學的發展，直至十七世紀。
其他具有影響力的穆斯林哲學家有：查希茲（Al-Jahiz），演化思想及自然選擇的創始人；海什木，現象學及科學哲學的創始人、亞里士多德物理學及亞里士多德拓撲空間學說的評論家；比魯尼，亞里士多德自然哲學的評論家；伊本·圖菲利及伊本·納菲斯，哲學小說的創始人；謝哈布丁·蘇哈拉瓦迪（Shahab al-Din Suhrawardi），照明主義哲學的創立者；法赫爾丁·拉齊（Fakhr al-Din al-Razi），亞里士多德邏輯的評論家、歸納推理的創始人；及伊本·赫勒敦，歷史哲學及社會哲學的創始人。

## 黃金時代的終結

### 蒙古西征及突厥殖民
九世紀開始，各地埃米爾開始擁兵自重並自立為哈里發。十世紀中葉，東羅馬帝國開始蹂躪阿巴斯王朝心臟地帶並一度兵臨巴格達。公元1055年，塞尔柱帝国苏丹图格鲁勒攻陷巴格达城，并洗劫此城，将巴格达最后一任白益王朝埃米爾软禁于雷伊，控制了巴格达的哈里发政权。在随后不久，哈里发穆克塔菲于公元1157年在巴格达围城战驱逐塞尔柱人，并而获得实权。11—13世纪來自西方的十字軍東征對伊斯蘭世界造成的不穩餘波未退之際，一個新的威脅在十三世紀從東方而來，是為蒙古人西征。1206年，东亞的成吉思汗建立了強大的蒙古帝國。據說一名會見阿拔斯王朝哈里發的蒙古使節被殺，使之可能成為旭烈兀在1258年洗劫巴格達的原因之一。
东亞的蒙古人及突厥人征服了大半個歐亞大陸，包括東面的中國、花剌子模、西面的俄國及東歐，以及黎凡特地區。後來突厥人領袖如帖木兒等雖然成為了穆斯林，但仍破壞了許多城市，屠殺大量人民，對美索不達米亞的古代灌溉系統造成無法修補的損害。這些入侵使一些定居社群變成遊牧民族。另一方面，在蒙古西征及突厥殖民以後，由於缺乏強而有力的領袖，伊斯蘭的突厥王國在多個世紀以來互相攻伐，當中最為強大的是奧斯曼土耳其人建立的奧斯曼帝國，奧斯曼土耳其人屬於遜尼派，而薩非土耳其人則是什葉派穆斯林。他們的侵略深入伊斯蘭世界，並相互競逐，血腥的戰爭直至持續至17世紀中葉。
傳統的穆斯林如伊本·納菲斯等人認為，十字軍及蒙古人入侵是真主用以懲罰穆斯林背離聖行。觀點與聖行不相容的法爾薩法成為了許多傳統穆斯林的批評對象，儘管一些傳統穆斯林如伊本·納菲斯嘗試調和理性與啓示，並模糊兩者之間的關係。
最終，蒙古人及突厥人在波斯部分地區、中亞、俄國及安那托利亞定居，並皈依伊斯蘭教。伊兒汗國、金帳汗國及察合台汗國都成為了伊斯蘭國家。許多蒙古人都融入到穆斯林伊朗人及突厥人當中（如十五世紀的穆斯林天文學家兀魯伯是帖木兒的孫兒）。當奧斯曼帝國在一片廢墟上重生之時，黃金時代已被認為結束。

### 衰落原因
|                                       | 9-12世紀阿拉伯語系人民所取得的偉大成就甚至使我們感到困惑，伊斯蘭及阿拉伯衰落速度之快及徹底恍如其當初崛起一樣令人迷惑。學者們老是嘗試去解釋它，就像去解讀羅馬興衰一樣。這些疑問是極度複雜的，根本不能簡單地解決。 |
| ——喬治·薩頓，《西方文化在中東的孵育》 | |

伊斯蘭文明始於其對待事物的創造力与活力，然而在12世紀阿拔斯王朝接近滅亡之際時無法應對劇變和挑戰。即使在奧斯曼帝國治下得到喘息的時間，伊斯蘭文明依然持續衰落，最終崩潰並在20世紀停滯下來。一些學者如穆罕默德·桑達克相信伊斯蘭文明在11世紀已開始衰落。
雖然許多古今作家都嘗試就此討論，但仍未就衰落原因達成共識，一些主流觀點包括：哈里發初期後（10世紀後）的行政不善、外部勢力的介入（東羅馬帝國的馬其頓王朝、11世紀的塞尔柱帝国和十字軍東征、13世紀的蒙古帝國、15世紀的收復失地運動、19世紀的殖民帝國）。伊本·赫勒敦的阿薩比亞（Asabiyyah，文明興衰）模型指出經濟及政治條件是衰落的原因。
內戰所致的資源虛耗及貝都因人部落蘇萊姆部落（Banu Sulaym）和希拉爾部落侵略所造成的破壞令北非伊斯蘭文明衰落。黑死病在14世紀中葉蹂躪大部分伊斯蘭地區。鼠疫在19世紀前也一直困擾著伊斯蘭世界。
在14世紀，思想自由及理性討論逐漸受到限制，一些神學院嚴禁伊斯蘭哲學，辯論亦逐渐被廢棄。在11世紀後期，安薩里的《無邏輯的哲學家》造成了思潮上的重大轉變，打擊了形而上學，轉而強調經典的至上，《無邏輯的哲學家》受到伊本·魯世德的《不著邊際的聯想散漫》批評。科研機構包括伊斯蘭學校、圖書館、天文台及醫院等在後來受到十字軍及蒙古人等侵略者破壞，受到摧殘的地區亦難以重新振興學術。前衛的出版設置不受接納，荒野地區的文盲眾多，特別是在美索不達米亞地區。在波斯，因蒙古人入侵及疫病流行，知識分子的平均預期壽命由1209年的72歲下降至1242年的57歲。
美國經濟學家第默爾·庫蘭（Timur Kuran）提出了中東地區經濟發展較西方遲緩的原因：伊斯蘭合夥法及繼承法限制了中東企業的規模，不允許公司形式的發展。
部分學者質疑主流的衰落觀點，指出15-16世紀天文活動依然活躍，如伊本·沙提爾（Ibn al-Shatir）、兀魯伯、阿里·古什吉（Ali Qushji）、比里安迪（Al-Birjandi）、塔居丁·穆罕默德·伊本·馬魯夫（Taqi al-Din Muhammad ibn Ma'ruf）都對天文學作出了重要的貢獻。其他領域如醫學則有伊本·納菲斯、曼蘇爾·伊本·伊利亞斯（Mansur ibn Ilyas）、謝拉夫丁·薩本久奧盧（Şerafeddin Sabuncuoğlu）；哲學方面有穆拉·薩德拉的超驗通神論，還有社會科學方面的伊本·赫勒敦。伊本·赫勒敦的《歷史緒論》指出，雖然學術研究在伊拉克、安達盧斯及馬格里布衰落，但在他的那個時期，波斯、敍利亞及埃及依然昌盛。

## 否定
一些人如羅伯特·斯賓塞及斯爾賈博·特里夫科維奇（Srđa Trifković）質疑黃金時代的存在，但他們的觀點並不被這個領域的專家認同。

### 引用
1. ↑  Humanism in the renaissance of Islam: the cultural revival during the Buyid age，第1、148頁
2. 1 2  Saliba, George. . New York University Press. 1994: 245, 250, 256–257. ISBN 0-8147-8023-7.
3. 1 2  King, David A. . Isis. 1983, 74 (4): 531–55. S2CID 144315162. doi:10.1086/353360.
4. 1 2  Hassan, Ahmad Y. . Sharifah Shifa Al-Attas  (编). . International Institute of Islamic Thought and Civilization (ISTAC): 351–99. 1996. （原始内容存档于2 April 2015）.
5. ↑  Gutas, Dimitri. . London: Routledge. 1998.[页码请求]
6. ↑  . Taylor & Francis. 1 March 2011: 9  [26 August 2012]. ISBN 978-1-136-95960-8.
7. ↑   (PDF). History of Science Museum.   [31 October 2019]. （原始内容存档 (PDF)于2020-11-19）.
8. ↑  Ruggiero, Guido. . John Wiley & Sons. 15 April 2008  [7 November 2016]. ISBN 978-0-470-75161-9. （原始内容存档于8 November 2016）.
9. ↑  Gronke, Monika. . C.H.Beck. 2003  [2024-08-09]. ISBN 978-3-406-48021-8. （原始内容存档于2025-01-21） （德语）.
10. ↑  . www.bbc.co.uk.   [2024-08-09]. （原始内容存档于2023-10-03） （英国英语）.
11. ↑  William W. Cooper、Piyu Yue. . Emerald Group Publishing. 2008年: 第214頁  [2009-10-27]. ISBN 0-444-53243-9. （原始内容存档于2014-04-21） （英语）.
12. 1 2  Islam: A Mosaic, Not a Monolith，第26-38頁
13. ↑   王治来（2007），中亚通史古代卷（上），pp.284-97, 310-22， 新疆人民出版社，ISBN 9787228109081。
14. ↑  Needham, Joseph. Science and Civilisation in China: Volume 5, Chemistry and Chemical Technology; Part 1, Paper and Printing p.296-298, Cambridge University Press.
15. ↑  Hunter, Dard (2011), Papermaking: the history and technique of an ancient craft p.469, Dover Publications. ISBN 0486236196.
16. ↑  Arnold Pacey. . MIT Press. 1991年: 第41–42頁. ISBN 0-262-66072-5 （英语）.
17. ↑  Andreas Nikolaou Stratos. . Adolf M. Hakkert. 1980年: 第20頁 （英语）.
18. ↑  Amitav Acharya. . Marshall Cavendish Academic. 2004年: 第34頁. ISBN 981-210-340-6 （英语）.
19. ↑  . R. Thapar. 2006年: 第84頁 （英语）.
20. ↑  . mb-soft.com.   [2009-10-28]. （原始内容存档于2018-10-09） （英语）.
21. ↑  . The Islam Project.   [2009-10-28]. （原始内容存档于2017-12-05） （英语）.
22. ↑  Lenn Evan Goodman. . Oxford University Press US. 2005年: 第155頁. ISBN 0-19-518914-0 （英语）.
23. ↑  George F. Hourani. . Cambridge University Press. 2007年: 第95–96頁. ISBN 0-521-03563-5 （英语）.
24. ↑  L. Gari. . Environment and History. 2002, 8 (4): 475–488 （英语）.
25. ↑  Frederick B. Artz. . University of Chicago Press. 1980年: 第148–150頁. ISBN 978-0-226-02840-8 （英语）.
26. 1 2  Peter Barrett、Peter Barrett. . Continuum International Publishing Group. 2004: 18. ISBN 0-567-08969-X （英语）.
27. ↑  Syed, Ibrahim B. . Journal of the Islamic Medical Association of North America. 1981-01-01, 13 (1): 2-9  [2025-06-01]. doi:10.5915/13-1-11925.
28. ↑  John Bagot Glubb. . cyberistan.org.   [2009-10-29]. （原始内容存档于2019-05-23） （英语）.
29. ↑  Guinness Books. . Guinness Pub. 1998: 242. ISBN 0-9652383-5-0 （英语）.
30. 1 2  Makdisi, George. . Journal of the American Oriental Society. 1989, 109 (2): 175-182  [2025-06-01]. ISSN 0003-0279. JSTOR 604423. doi:10.2307/604423.
31. ↑  Graham Faiella. . The Rosen Publishing Group. 2004: 28  [2009-10-29]. ISBN 0-8239-4002-0. （原始内容存档于2013-10-20） （英语）.
32. ↑  Antti P. Balk. . Thelema Publications. 2008年: 275  [2009-10-29]. ISBN 952-570-000-3. （原始内容存档于2013-10-20） （英语）.
33. ↑  John Gill. . Oxford University Press US. 2008: 100. ISBN 0-19-537610-2 （英语）.
34. ↑  Patricia Skinner. . Encyclopedia of Alternative Medicine. 06-04-2001  [2009-10-29]. （原始内容存档于2012-06-29） （英语）.
35. ↑  . 5-6. Lee and Shepard. 1869: 560 （英语）.
36. ↑  Swerdlow, N. M. . Journal of the History of Ideas. 1993, 54 (2): 299-328  [2025-06-01]. ISSN 0022-5037. JSTOR 2709984. doi:10.2307/2709984.
37. ↑  Jamil Ragip. . Viewpoint (BJHS). 2008, 85: 1–4 （英语）.
38. ↑  O.B. Frolova. . Manuscripta Orientalia: International Journal for Oriental Manuscript Research. 1996, 2: 36–44 （英语）.
39. ↑  Etan Kohlberg. . BRILL. 1992: 74. ISBN 90-04-09549-7 （英语）.
40. ↑  JA Makdisi. . North Carolina Law Review. 1998, 77 （英语）.
41. ↑  Badr, Gamal Moursi. . The American Journal of Comparative Law. 1978-04-01, 26 (2): 187-198  [2025-06-01]. ISSN 0002-919X. doi:10.2307/839667.
42. 1 2 3  Spier, Ray. . Trends in Biotechnology. 2002-08-01, 20 (8): 357-358  [2025-06-01]. ISSN 0167-7799. PMID 12127284. doi:10.1016/S0167-7799(02)01985-6 （英语）.
43. 1 2 3  Karima Alavi.  (PDF). Center for Contemporary Arab Studies, Georgetown University.   [2009-10-30]. （原始内容 (PDF)存档于2009-03-27） （英语）.
44. ↑  Science in medieval Islam: an illustrated introduction，第21頁
45. ↑  Ziauddin Sardar. . Islamic Philosophy, Routledge Encyclopedia of Philosophy. 1998年  [2009-10-30]. （原始内容存档于2018-05-26） （英语）.
46. ↑  . United States National Library of Medicine.   [2009-10-30]. （原始内容存档于2020-11-01） （英语）.
47. ↑  Lynn Townsend White, Jr. . Technology and Culture. 1961, 2 (2): 97–111 （英语）.
48. ↑  Sami Hamarneh. . Isis. 1972, 63 (1): 118–119 （英语）.
49. ↑  Dr. Abu Shadi Al-Roubi. . Encyclopedia of Islamic World.   [2009-10-30]. （原始内容存档于2008-02-06） （英语）.
50. ↑  Marvin E. Gettleman and Stuart Schaar. . Grove Press. 2003年: 第54頁. ISBN 0-8021-3936-1 （英语）.
51. ↑  John M. Hobson. . Cambridge University Press. 2004年: 第29–30頁. ISBN 0-521-54724-5 （英语）.
52. 1 2 3 4  Subhi Y. Labib. . The Journal of Economic History. 1969, 29 (1): 79–96 （英语）.
53. ↑  S. A. H. Ahsani. . Journal of Muslim Minority Affairs. 1984, 5 (2): 454–463 （英语）.
54. ↑  Thomas F. Glick. . Technology and Culture. 1977, 18 (4): 644–650 （英语）.
55. 1 2 3  Andrew M. Watson. . The Journal of Economic History. 1974, 34 (1): 8–35 （英语）.
56. ↑  . FSTC.   [1-11-2009]. （原始内容存档于2014-01-02） （英语）.
57. 1 2  Ahmad Y Hassan. . history-science-technology.com.   [1-11-2009]. （原始内容存档于2008-02-18） （英语）.
58. 1 2 3  Jairus Banaji. . Historical Materialism. 2007年, 15 (1): 47–74 （英语）.
59. ↑  Al-Hassani、Woodcock and Saoud. . FSTC publishing. 2007年: 第102–123頁 （英语）.
60. ↑  Edward Miller、Michael Moïssey Postan、Cynthia Postan. . Cambridge University Press. 1987年: 第437頁. ISBN 0-521-08709-0 （英语）.
61. ↑  Timur Kuran. . American Journal of Comparative Law. 2005, 53: 785–834 （英语）.
62. ↑  Bernard Lewis. . International Affairs. 1954, 30 (1): 1–12 （英语）.
63. ↑  Ahmad Y Hassan. . Institute for the History of Arabic Science, University of Aleppo. 1976年: 第34–35頁 （英语）.
64. ↑  Islam and Science, Medicine, and Technology，第29頁
65. 1 2  Adam Robert Lucas. . Technology and Culture. 2005, 46 (1): 1–30 （英语）.
66. ↑  Ahmad Y Hassan. . .history-science-technology.com.   [4-11-2009]. （原始内容存档于2008-02-26） （英语）.
67. ↑  Labour in the medieval Islamic world，第6-7頁
68. 1 2  Labour in the medieval Islamic world，第400-401頁
69. ↑  Labour in the medieval Islamic world，第350-362頁
70. ↑  . BBC News. 03-09-2001  [5-11-2009]. （原始内容存档于2011-07-28） （英语）.
71. ↑  Isidore Singer、Joseph Jacobs. . JewishEncyclopedia.com.   [5-11-2009]. （原始内容存档于2010-02-15） （英语）.
72. ↑  . britannica.com.   [5-11-2009]. （原始内容存档于2014-10-14） （英语）.
73. ↑  William Gervase Clarence-Smith.  (PDF).   [5-11-2009]. （原始内容存档 (PDF)于2009-07-08） （英语）.
74. ↑  K.S. Lal. . voi.org.   [5-11-2009]. （原始内容存档于2008-05-12） （英语）.
75. ↑  Michael Moïssey Postan、Edward Miller、Cynthia Postan. . Cambridge University Press. 1987年: 第417頁. ISBN 0-521-08709-0 （英语）.
76. ↑  Suzy Hansen. . Salon.com. 05-04-2001  [5-11-2009]. （原始内容存档于2007-03-01） （英语）.
77. ↑  A. Ascher、B. K. Kiraly、T. Halasi-Kun. . Brooklyn College. 1979年  [5-11-2009]. （原始内容存档于2009-09-11） （英语）.
78. ↑  . BBC.   [5-11-2009]. （原始内容存档于2009-08-16） （英语）.
79. ↑  . Oxford Univ Press. 1994年  [5-11-2009]. （原始内容存档于2014-09-16） （英语）.
80. 1 2 3 4  Paul Vallely. . The Independent. 11-03-2006  [05-11-2009]. （原始内容存档于2012-07-16） （英语）.
81. ↑  Khalid M. Al-Ankary、el-Sayed Bushra. . G. Borntraeger. 1989年: 第128頁. ISBN 3-443-37010-1 （英语）.
82. ↑  Fiona MacDonald. . Gareth Stevens. 2006年: 第42–43頁. ISBN 0-8368-5907-3 （英语）.
83. ↑  Tor Eigeland. . Saudi Aramco World. 1992: 24–31 （英语）.
84. ↑  . Encyclopædia Britannica Online. 2009  [06-11-2009]. （原始内容存档于2015-03-13） （英语）.
85. ↑  Betty Holmes. . University of Wyoming.   [06-11-2009]. （原始内容存档于2006-08-28） （英语）.
86. ↑  Lawrence I. Conrad. . Cambridge University Press. 2006年: 第137頁. ISBN 0-521-47564-3 （英语）.
87. ↑  Richard W. Bulliet. . Studia Islamica. 1983, 57: 105–117. doi:10.2307/1595484 （英语）.
88. ↑  Maya Shatzmiller. . Brill Publishers. 1994年: 第66頁. ISBN 90-04-09896-8 （英语）.
89. ↑  Richard W. Bulliet. . Journal of the Economic and Social History of the Orient. 1970, 13 (2): 195–211 （英语）.
90. 1 2  Ahmad Atif Ahmad. . Journal of Islamic Studies. 2007, 18 (2): 246–248 （英语）.
91. ↑  Andrew J. Coulson.  (PDF). Hoover Institution.   [06-11-2009]. （原始内容 (PDF)存档于2011-08-17） （英语）.
92. ↑  Bertrand Russell. . . 1945 （英语）.
93. ↑  Donald F. Lach. . University of Chicago Press. 1977年: 第397頁. ISBN 0-226-46734-1 （英语）.
94. ↑  Robert Briffault. . G. Allen & Unwin Ltd. 1928年: 第191頁 （英语）.
95. 1 2  Will Durant. . Simon & Schuster. 1980年: 第162–186頁. ISBN 0-671-01200-2 （英语）.
96. ↑  Fielding H. Garrison. . W.B. Saunders Company. 1924年: 第86頁 （英语）.
97. 1 2 3  Dr. Kasem Ajram. . Knowledge House Publishers. 1992: Appendix B. ISBN 0-911119-43-4 （英语）.
98. ↑  Muhammad Iqbal. . Kazi Publications. 1999年. ISBN 0-686-18482-3 （英语）.
99. 1 2  Rosanna Gorini.  (PDF). Journal of the International Society for the History of Islamic Medicine. 2003, 2 (4): 53–55  [2009-11-06]. （原始内容 (PDF)存档于2019-07-17） （英语）.
100. 1 2  George Saliba. . NYU Press. 1995年: 第245、250、256–257頁. ISBN 0-8147-8023-7 （英语）.
101. ↑  Abdus Salam、H. R. Dalafi、Mohamed Hassan. . World Scientific. 1994年: 第162頁. ISBN 9971-5-0713-7 （英语）.
102. ↑  Abid Ullah Jan. . . Pragmatic Publishings. 2006年. ISBN 978-0-9733687-5-8 （英语）.
103. ↑   (PDF). FSTC. 2003年  [07-11-2009]. （原始内容存档 (PDF)于2020-12-05） （英语）.
104. ↑  Ahmad Y Hassan、Donald Routledge Hill. . Cambridge University Press. 1986年: 第282頁 （英语）.
105. ↑  Thomas Kuhn. . Harvard Univ. Pr. 1957年: 第142頁 （英语）.
106. ↑  H. Butterfield. . Collier Books. 1962年 （英语）.
107. ↑  R. Hooykaas. . The British Journal for the History of Science. 1987, 20: 453–473 （英语）.
108. ↑  Edward Grant. . Cambridge University Press. 1996年. ISBN 0-521-56762-9 （英语）.
109. ↑  Georgiĭ Vladimirovich Rozenberg. . Plenum Press. 1966年: 第2頁 （英语）.
110. ↑  David C. Lindberg. . Archive for History of the Exact Sciences. 1968, 5: 154–176 （英语）.
111. ↑  R. S. Elliott. . . McGraw-Hill. 1966年 （英语）.
112. ↑  Bradley Steffens. . Morgan Reynolds Pub. 2007年. ISBN 1-5993-5024-6 （英语）.
113. ↑  Ibn al-Haytham: First Scientist，第5章
114. ↑  Reynor Mausfeld.  (PDF). International Society for Pyshophysics. 2000: 19–23  [2009-11-07]. （原始内容 (PDF)存档于2009-03-27） （英语）.
115. ↑  Omar Khaleefa. . American Journal of Islamic Social Sciences. 1999, 16 (2) （英语）.
116. ↑  Dale J. Benos;  et al. . Advances in Physiology Education. 2007, 31: 145–152 （英语）.
117. ↑  Peter J Nas. . Brill Academic Publishers. 1993年: 第350頁. ISBN 90-04-09855-0 （英语）.
118. ↑  Robert E. Krebs. . Greenwood Press. 2004年: 第196頁. ISBN 0-313-32433-6 （英语）.
119. ↑  George Saliba. . Journal for the History of Astronomy. 1994, 25: 115–141 （英语）.
120. ↑  S. Pines. . Isis. 1964, 55 (3): 343–349 （英语）.
121. ↑  Toby Huff. . Cambridge University Press. 2003年: 第326頁. ISBN 0-521-52994-8 （英语）.
122. ↑  Edward Rosen. . Journal of the History of Ideas. 1985, 46 (1): 13–31 （英语）.
123. ↑  Roshdi Rashed. . Arabic Sciences and Philosophy. 2007, 17: 7–55 （英语）.
124. 1 2  F. Jamil Ragep. . Science in Context. 2001, 14 (1-2): 145–163 （英语）.
125. ↑  Seyyed Hossein Nasr. . Belknap Press of the Harvard University Press. 1964年: 第135–136頁 （英语）.
126. ↑  George Saliba. . Columbia University. 1999年  [10-11-2009]. （原始内容存档于2008-01-15） （英语）.
127. ↑  Zygmunt S. Derewenda. . Acta Crystallographica Section A: Foundations of Crystallography. 2007, 64: 246–258. doi:10.1107/S0108767307054293 （英语）.
128. ↑  John Warren. . Third World Quarterly. 2005, 26 (4-5): 815–830 （英语）.
129. ↑  The Making of Humanity，第195頁
130. ↑  Felix Klein-Frank. . Routledge. 2001年: 第174頁 （英语）.
131. ↑  Michael E. Marmura. . Speculum. 1965, 40 (4): 744–746 （英语）.
132. ↑  The Making of Humanity，第196-197頁
133. ↑  ʻAzīz ʻAẓmah. . Routledge. 1986年: 第203–204頁. ISBN 0-7099-0584-X （英语）.
134. ↑  Farid Alakbarov. . Azerbaijan International. 2001, 9 (2)  [2009-11-11]. （原始内容存档于2019-05-26） （英语）.
135. ↑  Robert E. Krebs. . Greenwood Publishing Group. 2004年: 第133頁. ISBN 0-313-32433-6 （英语）.
136. ↑  Islam and Science, Medicine, and Technology，第18頁
137. ↑  . Springer. 1997年: 第68頁. ISBN 0-7923-4066-3 （英语）.
138. ↑  Victor J. Katz、Annette Imhausen. . Princeton University Press. 2007年: 第518頁. ISBN 0-691-11485-4 （英语）.
139. ↑  Karl de Leeuw、J. A. Bergstra. . Elsevier. 2007年: 第279頁. ISBN 0-444-51608-5 （英语）.
140. ↑  Neil Schlager、Josh Lauer. . Gale Group. 2001年: 第237頁. ISBN 0-7876-3934-6 （英语）.
141. ↑  Arthur Knoebel、Reinhard Laubenbacher、Jerry Lodder、David Pengelley. . Springer. 2007年: 第7頁. ISBN 0-387-33061-5 （英语）.
142. ↑  Josef W. Meri. . Routledge. 2005年: 第344頁. ISBN 0-415-96690-6 （英语）.
143. ↑  Rushdī Rāshid、Bijan Vahabzadeh. . Bibliotheca Persica Press. 2000年: 第25頁. ISBN 0-933273-43-6 （英语）.
144. ↑  Timothy Gowers、June Barrow-Green、Imre Leader. . Princeton University Press. 2008年: 第86–87頁 （英语）.
145. ↑  Jeremy Gray. . Oxford University Press. 1989年: 第51頁. ISBN 0-19-853935-5 （英语）.
146. ↑  Florian Cajori. . The Open court publishing company. 1929年: 第86頁 （英语）.
147. ↑  . flinders.edu.au.   [2009-11-13]. （原始内容存档于2011-04-29） （英语）.
148. ↑  . Oxford Journals. 2005-10-17  [2009-11-13]. （原始内容存档于2010-02-03） （英语）.
149. ↑  . pacs.unica.it.   [2009-11-13]. （原始内容存档于2009-09-19） （英语）.
150. 1 2  George Sarton. . Published for the Carnegie Institution of Washington by the Williams & Wilkins Co. 1927年 （英语）.
151. ↑  Sir John Bagot Glubb. . 1969年  [2009-11-13]. （原始内容存档于2019-05-23） （英语）.
152. ↑  Hanafy A. Youssef、Fatma A. Youssef、T. R. Dening. . History of Psychiatry. 1996, 7: 55–62 （英语）.
153. ↑  History of Islamic Philosophy，第172頁
154. ↑  A. Martin-Araguz、C. Bustamante-Martinez、Ajo V. Fernandez-Armayor、J. M. Moreno-Martinez. . Revista de neurología. 2002, 34 (9): 877–892 （英语）.
155. 1 2 3  Bashar Saad、Hassan Azaizeh、Omar Said. . Evidence-based Complementary and Alternative Medicine. 2005, 2 (4): 475–479 （英语）.
156. ↑  Khaled al-Hadidi. . The Egyptian Journal of O.R.L. 1978, 4 (1): 1–15 （英语）.
157. ↑  Cas Lek Cesk. . Becka J. 1980, 119 (1): 17–23 （英语）.
158. ↑  Katharine Park. . The Journal of Modern History. 1990, 62 (1): 169–170 （英语）.
159. ↑  David W. Tschanz. . Heart Views. 2003, 4 (2) （英语）.
160. ↑  Jonathan D. Eldredge. . Health Information and Libraries Journal. 2003, 20: 34–44 （英语）.
161. ↑  . International Journal of Technology Assessment in Health Care. 2000, 16 (1): 13–21 （英语）.
162. ↑  D. Craig Brater、Walter J. Daly. . Clinical Pharmacology & Therapeutics. 2000, 67 (5): 447–450 （英语）.
163. 1 2  Walter J. Daly、D. Craig Brater. . Perspectives in Biology and Medicine. 2000, 43 (4): 530–540 （英语）.
164. ↑  . The American Institute of Unani Medicine. 2003  [2009-11-16]. （原始内容存档于2009-08-06） （英语）.
165. ↑  Rabie E. Abdel-Halim. . Saudi Medical Journal. 2006, 27 (11): 1631–1641 （英语）.
166. ↑  . Saudi Medical Journal 2005. 2005, 26 (9): 1333–1339 （英语）.
167. ↑  . Hutchinson Encyclopedia.   [2009-11-16]. （原始内容存档于2012-02-08） （英语）.
168. ↑  Chairman's Reflections. . Heart Views. 2004, 5 (2): 74–85 （英语）.
169. ↑  S. A. Al-Dabbagh. . The Lancet. 1978, 1: 1148 （英语）.
170. ↑  . Journal of the International Society for the History of Islamic Medicine. 2003, 1: 22–28 （英语）.
171. ↑  Matthijs Oudkerk. . . Springer Science+Business Media. 2004年. ISBN 3-540-43640-5 （英语）.
172. ↑  . Encyclopedia of Islamic World.   [2009-11-16]. （原始内容存档于2009-08-25） （英语）.
173. 1 2  . Encyclopedia of Islamic World.   [2009-11-16]. （原始内容存档于2008-02-06） （英语）.
174. ↑  Nahyan A. G. Fancy. . Electronic Theses and Dissertations. 2006: 3、6  [2009-11-16]. （原始内容存档于2015-04-04） （英语）.
175. ↑  Dr. Sulaiman Oataya. . Encyclopedia of Islamic World.   [2009-11-16]. （原始内容存档于2009-10-23） （英语）.
176. ↑  L. Leclerc.  2. 1876年: 第161頁 （英语）.
177. ↑  Ibrahim B. Syed. . Journal of the Islamic Medical Association. 2002, 2: 2–9 （英语）.
178. ↑  Science in medieval Islam: an illustrated introduction，第270頁
179. ↑  Rüdiger Thiele. . Arabic Sciences and Philosophy. 2005, 15: 329–331 （英语）.
180. ↑  A. I. Sabra、J. P. Hogendijk. . MIT Press. 2003年: 第85–118頁. ISBN 0-262-19482-1 （英语）.
181. ↑  F. J. Ragep、Sally P. Ragep、Steven John Livesey. . Brill Publishers. 1996年: 第500頁. ISBN 90-04-09126-2 （英语）.
182. ↑  H. Salih、M. Al-Amri、M. El Gomati. . A World of Science. 2005, 3 (3) （英语）.
183. ↑  Mariam Rozhanskaya、I. S. Levinova.  2. Routledge. 1996年: 第614–624頁 （英语）.
184. ↑  Abdus Salam. . World Scientific. 1987年: 第179–213頁 （英语）.
185. 1 2  Fernando Espinoza. . Physics Education. 2005, 40 (2): 第141頁 （英语）.
186. ↑  Seyyed Hossein Nasr. . New York: Charles Scribner's Sons. 1973年: 第65頁 （英语）.
187. ↑  Shlomo Pines. . Charles Scribner's Sons. 1970年: 第26–28頁. ISBN 0-684-10114-9 （英语）.
188. ↑  Shlomo Pines. . Journal of the History of Ideas. 1964, 64 (4): 521–546 （英语）.
189. ↑  The Making of Humanity，第191頁
190. ↑  Nader El-Bizri.  2. Routledge. 2006年: 第343–345頁 （英语）.
191. ↑  Encyclopaedia of the History of Arabic Science，第2冊，第622頁
192. ↑  Galileo Galilei. . Univ. of Wisconsin Pr. 1974年: 第217、225、296–297頁 （英语）.
193. ↑  Akbar S. Ahmed. . 1984年: 第9–10頁 （英语）.
194. ↑  Akbar Ahmed. . Middle East Journal. 2002, 56 (1) （英语）.
195. ↑  H. Mowlana. . Cooperation South Journal. 2001, 1 （英语）.
196. ↑  I. M. Oweiss. . New York University Press. 1988年: 第112–128頁. ISBN 0-88706-698-4 （英语）.
197. ↑  Mohamad Abdalla. . Islam & Science. 2007, 5 (1): 61–70 （英语）.
198. ↑  Salahuddin Ahmed. . C. Hurst & Co. Publishers. 1999年. ISBN 1-85065-356-9 （英语）.
199. ↑  Dr. S. W. Akhtar. . Al-Tawhid: A Quarterly Journal of Islamic Thought & Culture. 1997, 12 (3) （英语）.
200. ↑  George Holmes. . Oxford University Press. 2001年: 第57頁. ISBN 0-19-285435-6 （英语）.
201. ↑  Albert Frederick Calvert. . J. Lane, The Bodley Head. 1907年: 第iv頁 （英语）.
202. ↑  Washington Irving. . G.P. Putnam. 1851年: 第61頁 （英语）.
203. ↑  Inc Icon Group International. . ICON Group International, Inc. 2008年: 第558頁. ISBN 0-546-66627-2 （英语）.
204. ↑  Alfreds R. Jumikis. . Van Nostrand. 1967年: 第12頁 （英语）.
205. ↑   第2冊. Grolier Incorporated. 1994年: 第76頁. ISBN 0-7172-2053-2 （英语）.
206. ↑  Marshall Cavendish. . Marshall Cavendish. 2006年: 第517頁. ISBN 0-7614-7571-0 （英语）.
207. 1 2  John Clute、John Grant. . St. Martin's Griffin. 1999年: 第51頁. ISBN 0-312-19869-8 （英语）.
208. ↑  Lyon Sprague De Camp. . Arkham House. 1976年: 第10頁 （英语）.
209. 1 2  John Grant、John Clute. . St. Martin's Griffin. 1999年: 第52頁. ISBN 0-312-19869-8 （英语）.
210. ↑  Robert H. Boyer、Kenneth J. Zahorski. . Avon Books. 1984年: 第64頁. ISBN 0-380-86553-X （英语）.
211. ↑  Ali Gheissari. . University of Texas Press. 1998年: 第51頁. ISBN 0-292-72804-2 （英语）.
212. ↑  . Shiraz Books.   [2009-11-25]. （原始内容存档于2007-11-06） （英语）.
213. ↑  Nahyan A. G. Fancy. . Electronic Theses and Dissertations. 2006年: 95–101  [2009-11-16]. （原始内容存档于2015-04-04） （英语）.
214. ↑  Dr. Abu Shadi Al-Roubi. . Second International Conference on Islamic Medicine: Islamic Medical Organization, Kuwait. 1982年  [2009-11-28]. （原始内容存档于2008-02-06） （英语）.
215. ↑  Nawal Muhammad Hassan. . Al-Rashid House for Publication. 1980年 （英语）.
216. ↑  Cyril Glasse. . Rowman Altamira. 2001年: 第202頁. ISBN 0-7591-0190-6 （英语）.
217. ↑  Amber Haque. . Journal of Religion and Health. 2004, 43 (4): 357–377 （英语）.
218. 1 2  Martin Wainwright. . The Guardian. 2003-03-22  [2009-11-28]. （原始内容存档于2013-06-29） （英语）.
219. 1 2  G. J. Toomer. . Oxford University Press. 1996年: 第222頁. ISBN 0-19-820291-1 （英语）.
220. ↑  . Muslim Heritage.   [2009-11-28]. （原始内容存档于2013-10-16） （英语）.
221. ↑  Reginald Hyatte、Alexandre. . BRILL. 1997年: 第26頁. ISBN 90-04-10702-9 （英语）.
222. ↑  Charles Edelman、George Peele. . Manchester University Press. 2005年: 第33頁. ISBN 0-7190-6234-9 （英语）.
223. ↑  Brinda Charry、Gitanjali Shahani. . Ashgate Publishing, Ltd. 2009年: 第84頁. ISBN 0-7546-6207-1 （英语）.
224. ↑  Andrew Hadfield、Paul Hammond. . Cengage Learning EMEA. 2004年: 第225頁. ISBN 1-904271-46-4 （英语）.
225. ↑  Stuart A. Kallen. . Lucent Books. 2002年: 第69頁. ISBN 1-59018-127-1 （英语）.
226. ↑  David H. Paetkau. . Vantage Press. 1962年: 第227頁 （英语）.
227. ↑  David Benedict Reck. . Scribner. 1977年: 第133頁. ISBN 0-684-14631-2 （英语）.
228. ↑  Walter Kaufmann. . Harmonie Park Press. 1990年: 第18頁. ISBN 0-89990-039-9 （英语）.
229. ↑  Henry George Farmer. . Ayer Publishing. 1978年: 第142頁. ISBN 0-405-08496-X （英语）.
230. ↑  Mary Remnant. . Batsford. 1978年: 第27頁 （英语）.
231. ↑  Stanley Sadie.  第2冊. Macmillan Press. 1984年: 第46頁. ISBN 0-333-37878-4 （英语）.
232. ↑  Historical facts for the Arabian musical influence，第144頁
233. ↑  Samuel D. Miller. . Journal of Research in Music Education. 1973, 21 (3): 239–245. doi:10.2307/3345093 （英语）.
234. ↑  John F. Wippel. . CUA Press. 1999年: 第39頁. ISBN 0-8132-0965-X （英语）.
235. ↑  Majid Fakhry. . Oneworld Publications. 2001年. ISBN 1-85168-269-4 （英语）.
236. ↑  Jones Irwin. . The Philosopher. 2002 （英语）.
237. ↑  G. A. Russell. . Brill Publishers. 1994年: 第224–262頁. ISBN 90-04-09459-8 （英语）.
238. ↑  Lawrence I. Conrad. . Brill Publishers. 1996年: 第38–46頁. ISBN 90-04-09300-1 （英语）.
239. ↑  The 'Arabick' Interest of the Natural Philosophers in Seventeenth-Century England，第224-239頁
240. ↑  The 'Arabick' Interest of the Natural Philosophers in Seventeenth-Century England，第227頁
241. ↑  The 'Arabick' Interest of the Natural Philosophers in Seventeenth-Century England，第247頁
242. ↑  Eric Ormsby. . Humanities & Social Sciences Online. 2003  [2009-11-30]. （原始内容存档于2012-10-21） （英语）.
243. ↑  . Stanford Encyclopedia of Philsophy. 2005  [2009-11-30]. （原始内容存档于2014-12-09） （英语）.
244. ↑  Zachary Karabell. . Alfred A. Knopf. 2007年: 第141頁. ISBN 1-4000-4368-9 （英语）.
245. ↑  Mashhad Al-Allaf、Mashhad Al-ʻAllāf. . M. Al-Allaf. 2003年: 第201頁. ISBN 0-9722722-1-6 （英语）.
246. ↑  Sami M. Najm. . Philosophy East and West. 1966, 16 (3-4): 133–141. doi:10.2307/1397536 （英语）.
247. ↑  Kamal, Muhammad. . Ashgate Publishing, Ltd. 2006年: 第9、39頁. ISBN 0-7546-5271-8 （英语）.
248. ↑  . khutbahbank.org.   [2009-11-30]. （原始内容存档于2008-11-20） （英语）.
249. ↑  Eötvös Loránd Tudományegyetem、Chair for Arabic Studies、Csoma de Kőrös Society、Section of Islamic Studies.  第18冊. Eötvös Loránd University, Chair for Arabic Studies. 1996年: 第15頁 （英语）.
250. ↑  Gérard Chaliand. . Transaction Publishers. 2004年: 第74頁. ISBN 0-7658-0204-X （英语）.
251. ↑  Everett Jenkins. . McFarland. 1999年: 第292頁. ISBN 0-7864-0431-0 （英语）.
252. ↑  George Sarton. . Library of Congress. 1951年: 第35頁 （英语）.
253. ↑  Mohammed Sanduk. . 2009  [2009-11-30]. （原始内容存档于2010-07-02） （英语）.
254. 1 2  Ahmad Y Hassan. . History of Science and Technology in Islam.   [2009-11-30]. （原始内容存档于2010-01-04） （英语）.
255. ↑  . Muslim Heritage. 08-12-2004  [2009-11-30]. （原始内容存档于2014-02-22） （英语）.
256. ↑  Claire Russell、W. M. S. Russell. .   [2009-11-30]. （原始内容存档于2013-05-27） （英语）.
257. ↑  .   [2009-11-30]. （原始内容存档于2009-07-21） （英语）.
258. ↑  . The University of Calgary.   [2009-11-30]. （原始内容存档于2010-02-03） （英语）.
259. ↑  Virginia Postrel. . New York Times. 08-11-2001  [2009-11-30]. （原始内容存档于2021-01-26） （英语）.
260. ↑  . NCPA. 08-11-2001  [2009-11-30]. （原始内容存档于2008-12-02） （英语）.
261. ↑  David A. King. . Isis. 1983, 74: 531–555 （英语）.
262. ↑  George Saliba. . Journal of the American Oriental Society. 1996, 116: 709–718 （英语）.
263. ↑  Serge Trifkovic. . sullivan-county.com. 2002-11-15  [2009-11-30]. （原始内容存档于2017-07-05） （英语）.

## 外部連結
- （英文）希臘學術如何流傳到阿拉伯人 （页面存档备份，存于）
- （英文）伊斯蘭造紙術西傳的故事
- （英文）巴格達－阿拔斯王朝的大都會 （页面存档备份，存于）
- （英文） 宰赫拉威－歐洲中世紀的光芒 （页面存档备份，存于）
- （英文）伊斯蘭哲學及倫理對伊斯蘭黃金時代學術發展的影響 （页面存档备份，存于）
- （英文）伊斯蘭文明與科學